# Robiola di Roccaverano

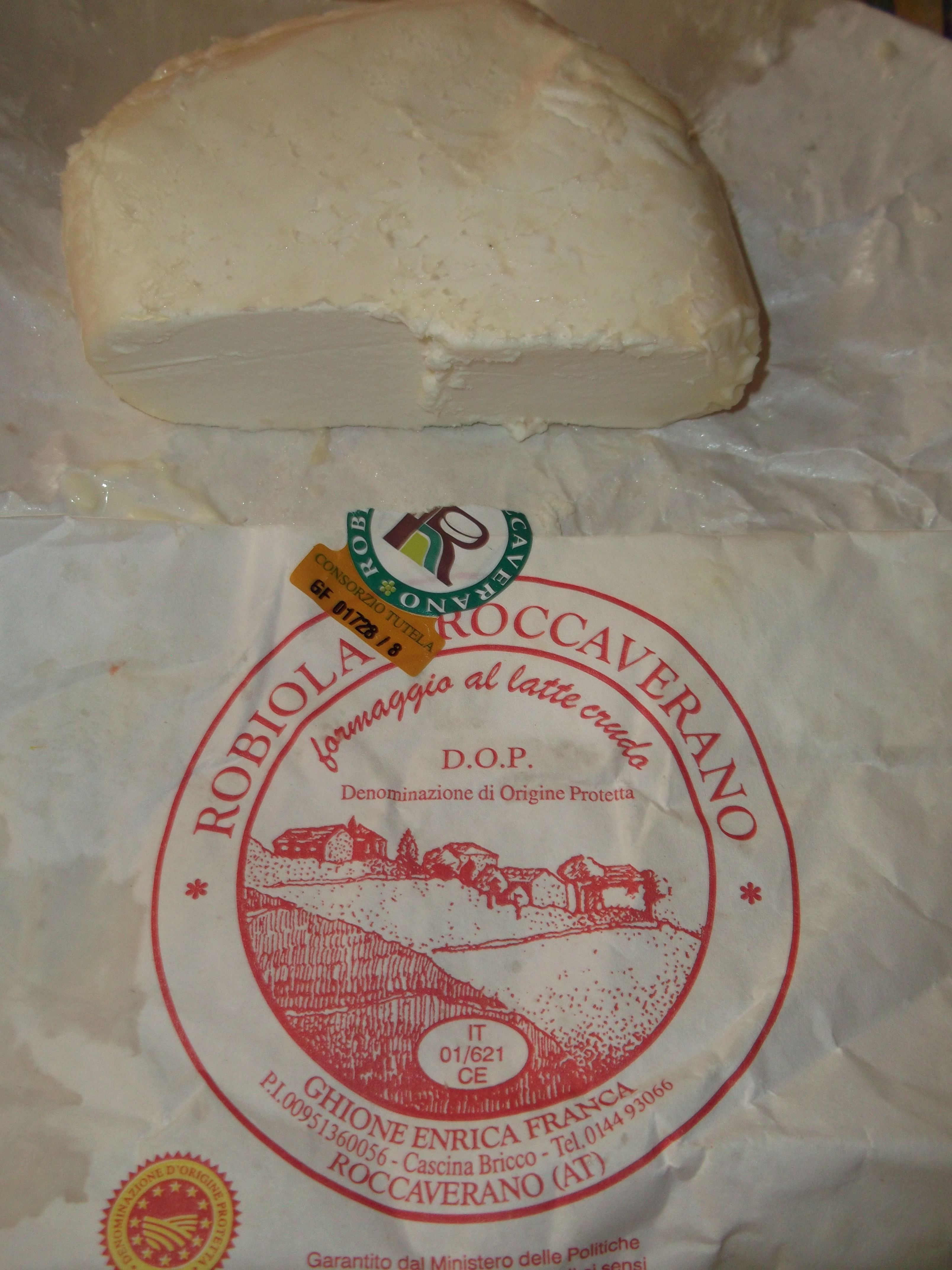
Robiola di Roccaverano

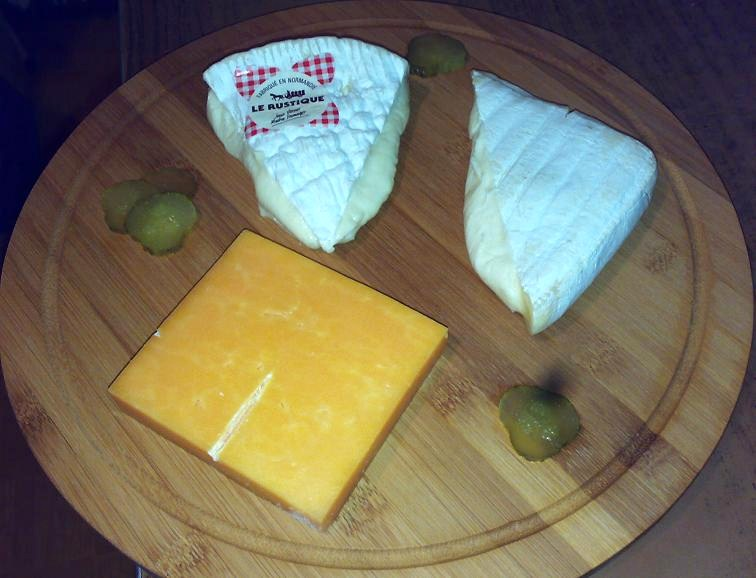
U góry od lewej: Le Rustique i Robiola, u dołu Cheddar

Robiola di Roccaverano – ser włoski, posiadający oznaczenie pochodzenia geograficznego produktów rolnych w Unii Europejskiej. Produkt ma długą historię – wspominany był już przez Pliniusza Starszego.
Nazwa sera pochodzi od miasta Robbio w regionie Lombardia, w prowincji Pawia oraz od Roccaverano w regionie Piemont, w prowincji Asti. Inna teoria mówi, że nazwa wywodzi się od słowa rubeole (czerstwy), ze względu na fakturę skórki. Obszar produkcji obejmuje teren pogranicza Alessandrii i Langhe.
Robiola jest miękkim, dojrzałym serem w kształcie kręgu, o skórce w kolorze jasnobrunatno-pomarańczowym. Waga w granicach 250–400 g, grubość – 4–5 cm, średnica – około 10–14 cm. Wytwarzany ze świeżego mleka krowiego z dodatkiem koziego i owczego. Ma pikantny smak, ostry zapach (przypominający kombinację jaśminu i przepoconych skarpetek). Bywa aromatyzowany sezonowymi ziołami – np. rozmarynem, bazylią, melisą lub szałwią.
Poleca się jego serwowanie jako ser stołowy, z dodatkiem oliwek, soli i pieprzu, a nawet samodzielnie, w towarzystwie win białych (najlepiej Vermentino della Riviera Ligure di Ponente lub Bianco di Pitigliano). Jako dodatek pasuje chleb toskański oraz marmolada z pomarańczy. Może być również dodawany do potraw, m.in. piemonckiego risotto (risotto robiola) i spaghetti (spaghetti robiola aglio). Robioli nie należy przechowywać w folii, gdyż ma to wpływ na pogorszenie smaku, a nawet zepsucie się sera. Najlepiej spożyć go od razu lub trzymać maksymalnie przez tydzień w lodówce, w naturalnej skórce lub w papierze.
Oprócz oryginalnej robioli di roccaverano w obrocie handlowym znajdują się także inne rodzaje robioli, np. robiola langhe (ser o jasnej skórce, mniejszym rozmiarze i kształcie zbliżonym do kwadratowego).